# Dean Hafner
Dean Hafner (hebräisch דין הַפְנֶר; * 18. August 1996 in Tel Aviv-Jaffa, Israel) ist eine israelische Schauspielerin.

## Biografie
Dean Hafner wurde am 18. August in Tel Aviv-Jaffa geboren. Ihr Debüt gab sie 2017 in der Fernsehserie Rosh gadol 6. Von 2018 bis 2020 spielte sie in der Serie Kfula die Hauptrolle. Zwischen 2019 und 2020 war sie in Achoti Kaftza Kita zu sehen. Anschließend wurde Hafner 2020 für die Serie Aba Metapelet gecastet.

## Filmografie (Auswahl)
Serien
- 2017: Rosh gadol 6
- 2018–2020: Kfula
- 2019–2020: Achoti Kaftza Kita
- 2020–2023: Aba Metapelet